# Ted McCord
Pour les articles homonymes, voir McCord.
Ted McCord (souvent crédité Ted D. McCord), né Thamer McCord le 2 août 1900 à Sullivan (Indiana), mort d'un cancer le 19 janvier 1976 à Glendale (Californie), est un directeur de la photographie américain, membre de l'ASC.

## Biographie
Au cinéma, Ted McCord débute comme chef opérateur sur Sacred and Profane Love (avec Conrad Nagel) de William Desmond Taylor, sorti en 1921. Au total, il dirige les prises de vues de cent-cinquante films américains (dont une quinzaine muets), le dernier sorti en 1966. L'avant-dernier, l'un de ses plus connus, est le film musical La Mélodie du bonheur (1965, avec Julie Andrews et Christopher Plummer) de Robert Wise, qu'il retrouve après Deux sur la balançoire (1962, avec Robert Mitchum et Shirley MacLaine). Ces deux réalisations de Robert Wise lui valent chacune une nomination à l'Oscar de la meilleure photographie. Précédemment, il avait obtenu une autre nomination à cet Oscar, pour Johnny Belinda (1948, avec Jane Wyman et Lew Ayres) de Jean Negulesco — en tout, il travaille aux côtés de ce dernier sur treize films, à partir de 1940, dont dix courts métrages —.
Au cours de sa carrière, Ted McCord contribue à de nombreuses reprises au genre du western (dès la période du muet). Mentionnons Le Trésor de la Sierra Madre de John Huston (1948, avec Humphrey Bogart, Tim Holt et Walter Huston), et La Colline des potences de Delmer Daves (1959, avec Gary Cooper et Maria Schell). Citons aussi Tombstone Canyon (en) d'Alan James (1932), avec Ken Maynard, et L'Homme de Monterey de Mack V. Wright (1933), avec John Wayne, deux acteurs qu'il photographie dans d'autres westerns, le premier de 1928 à 1934, le second en 1932-1933.
Il collabore également avec les réalisateurs Michael Curtiz (dix films, dont La Femme aux chimères en 1950, avec Kirk Douglas et Lauren Bacall), Vincent Sherman (deux films, dont La Flamme du passé en 1951, avec Joan Crawford et Robert Young), Stuart Heisler (deux films, dont La Peur au ventre en 1955, avec Jack Palance et Shelley Winters), ou encore Elia Kazan (À l'est d'Éden en 1955, avec James Dean et Julie Harris), entre autres.
Signalons encore la participation de Ted McCord à Smog, film italien de Franco Rossi, tourné à Los Angeles et sorti en 1962, avec Enrico Maria Salerno, Annie Girardot et Renato Salvatori.
À la télévision enfin, il est directeur de la photographie sur cinq séries, entre 1956 et 1962.

## Filmographie partielle
Comme directeur de la photographie, sauf mention contraire

### Au cinéma

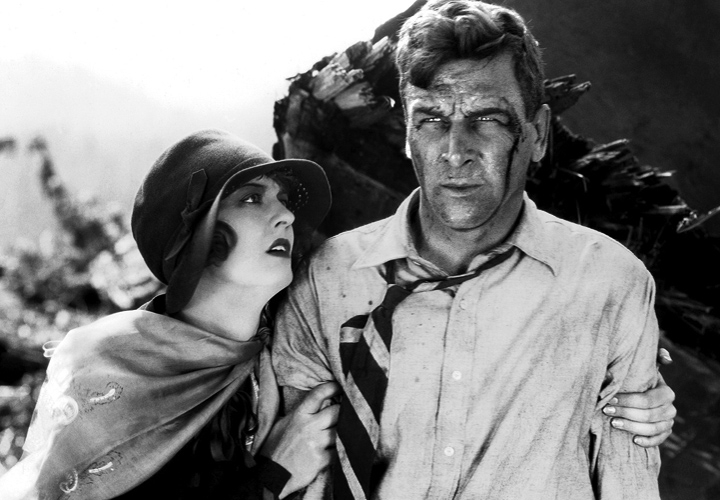
Doris Kenyon et Milton Sills, dans La Vallée des géants (1927)

(films américains, sauf mention contraire)
- 1921 : Sacred and Profane Love de William Desmond Taylor
- 1924 : For Sale de George Archainbaud
- 1924 : Mon grand (So Big) de Charles Brabin
- 1925 : The Desert Flower d'Irving Cummings
- 1925 : The Marriage Whirl d'Alfred Santell
- 1925 : Sally d'Alfred E. Green
- 1925 : We Moderns de John Francis Dillon
- 1926 : Irene d'Alfred E. Green
- 1927 : La Vallée des géants (The Valley of the Giants) de Charles Brabin
- 1928 : The Phantom City d'Albert S. Rogell
- 1928 : The Crash d'Edward F. Cline
- 1929 : The Royal Rider d'Harry Joe Brown
- 1930 : The Dawn Trail de Christy Cabanne
- 1930 : Men without Law de Louis King

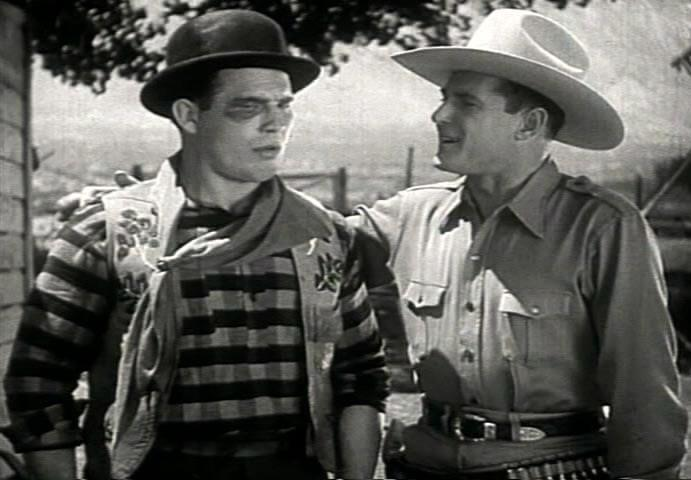
Nat Pendleton (à g.) et Ken Maynard, dans Hell Fire Austin (1932)

- 1930 : Parade of the West d'Harry Joe Brown
- 1931 : Sundown Trail de Robert Hill
- 1932 : Tombstone Canyon d'Alan James
- 1932 : Hell Fire Austin de Forrest Sheldon
- 1932 : La Forêt en fête (Carnival Boat) d'Albert S. Rogell
- 1933 : The Fiddlin' Buckaroo de Ken Maynard
- 1933 : L'Homme de Monterey (The Man from Monterey) de Mack V. Wright
- 1934 : Honor of the Range d'Alan James
- 1935 : The Rainmakers (en) de Fred Guiol
- 1936 : Fugitive in the Sky de Nick Grinde
- 1937 : Crime au Far West (Empty Holsters) de William Reeves Easton
- 1938 : Daredevil Drivers de William Reeves Easton
- 1939 : Pride of the Blue Grass de William C. McGann
- 1939 : Service secret de l'air (Secret Service of the Air) de Noel M. Smith
- 1940 : Alice in Movieland de Jean Negulesco (court métrage)
- 1940 : Murder in the Air de Lewis Seiler
- 1941 : Singapore Woman de Jean Negulesco
- 1941 : Nine Lives are not Enough d'A. Edward Sutherland
- 1941 : At the Smoke of Twelve de Jean Negulesco (court métrage)
- 1942 : Le Retour de Bill Hickok (Wild Bill Hickok Rides) de Ray Enright
- 1942 : Murder in the Big House de William Reeves Easton

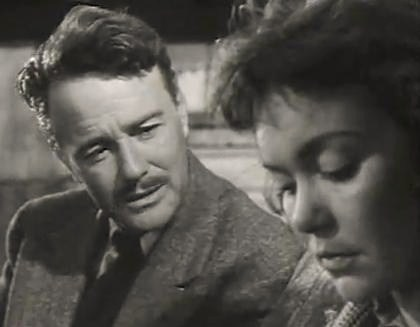
Lew Ayres et Jane Wyman, dans Johnny Belinda (1948)

- 1943 : Convoi vers la Russie (Action in the North Atlantic) de Lloyd Bacon
- 1947 : Le Repaire du forçat (Deep Valley) de Jean Negulesco
- 1947 : That Way with Women (en) de Frederick De Cordova
- 1948 : La Mariée du dimanche (June Bride) de Bretaigne Windust
- 1948 : Smart Girls don't talk de Richard L. Bare
- 1948 : Le Trésor de la Sierra Madre (The Treasure of the Sierra Madre) de John Huston
- 1948 : Johnny Belinda de Jean Negulesco
- 1949 : Boulevard des passions (Flamingo Road) de Michael Curtiz
- 1949 : The Lady takes a Sailor de Michael Curtiz
- 1950 : La Révolte des dieux rouges (Rocky Mountain) de William Keighley
- 1950 : Trafic en haute mer (The Breaking Point) de Michael Curtiz
- 1950 : L'Esclave du gang (The Damned don't cry) de Vincent Sherman
- 1950 : La Femme aux chimères (Young Man with a Horn) de Michael Curtiz
- 1950 : Le Roi du tabac (Bright Leaf) de Michael Curtiz
- 1951 : La Flamme du passé (Goodbye, My Fancy) de Vincent Sherman
- 1951 : La Femme de mes rêves (I'll see you in my Dreams) de Michael Curtiz
- 1951 : La Ronde des étoiles (Starlift) de Roy Del Ruth
- 1951 : Les Amants de l'enfer (Force of Arms) de Michael Curtiz
- 1952 : Opération Secret (Operation Secret) de Lewis Seiler
- 1952 : Le Bal des mauvais garçons (Stop, You're Killing Me) de Roy Del Ruth
- 1952 : Panique à l'Ouest (Cattle Town) de Noel M. Smith
- 1952 : La Reine du hold-up (This Woman is dangerous) de Felix E. Feist
- 1953 : The Eddie Cantor Story (en) d'Alfred E. Green (cadreur)
- 1953 : Le Bagarreur du Pacifique (South Sea Woman) d'Arthur Lubin
- 1953 : Three Lives d'Edward Dmytryk (court métrage)
- 1954 : Un amour pas comme les autres (Young at Heart) de Gordon Douglas

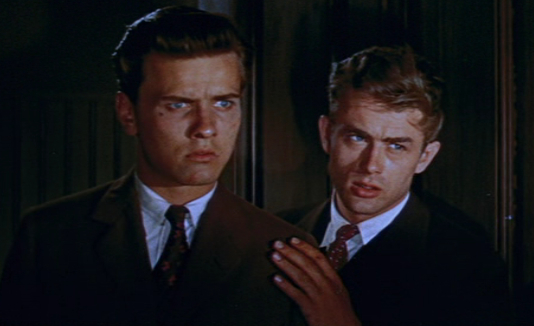
Richard Davalos et James Dean, dans À l'est d'Éden (1955)

- 1955 : La Peur au ventre (I died a Thousand Times) de Stuart Heisler
- 1955 : Le Tigre du ciel (The McConnell Story) de Gordon Douglas (directeur de la photographie de seconde équipe)
- 1955 : À l'est d'Éden (East of Eden) d'Elia Kazan
- 1956 : Collines brûlantes (The Burning Hills) de Stuart Heisler
- 1956 : The Girl He Left Behind de David Butler
- 1957 : Pour elle un seul homme (The Helen Morgan Story) de Michael Curtiz
- 1958 : Le Fier Rebelle (The Proud Rebel) de Michael Curtiz
- 1959 : La Colline des potences (The Hanging Tree) de Delmer Daves
- 1960 : Les Aventuriers du fleuve (The Adventures of Huckleberry Finn) de Michael Curtiz
- 1962 : Deux sur la balançoire (Two for the Seesaw) de Robert Wise
- 1962 : Smog de Franco Rossi (film italien)
- 1962 : La guerre est aussi une chasse (War Hunt) de Denis Sanders
- 1965 : La Mélodie du bonheur (The Sound of Music) de Robert Wise
- 1966 : L'Homme à la tête fêlée (A Fine Madness) d'Irvin Kershner

### À la télévision (séries)
- 1956 : Cheyenne, Saison 2, épisode 5 The Law Man et épisode 7 Lone Gun de Richard L. Bare
- 1957 : Sugarfoot, Saison 1, épisode 2 Reluctant Hero de Leslie H. Martinson et épisode 3 The Strange Land de Leslie H. Martinson
- 1960 : Hong Kong, Saison unique, épisode 7 Blind Bargain de Christian Nyby

## Nominations
Trois nominations à l'Oscar de la meilleure photographie :
- En 1949, catégorie noir et blanc, pour Johnny Belinda ;
- En 1963, catégorie noir et blanc, pour Deux sur la balançoire ;
- Et en 1966, catégorie couleur, pour La Mélodie du bonheur.